# مجید تهرانیان
مجید تهرانیان، متولد ۱۳۱۶ در مشهد، کارشناس، مدرس و مدیر واحد ارتباطات بین‌الملل دانشگاه هاوایی بود. وی فارغ‌التحصیل رشتهٔ اقتصاد سیاسی بود و مدرک کارشناسی ارشد و دکتری خود را از دانشگاه هاروارد و مدرک کارشناسی خود را از دانشگاه دارت موث کسب کرده بود. وی پس از هفت سال تدریس در دانشکده‌های آمریکا، در سال ۱۳۵۰ به ایران بازگشت و به تدریس و فعالیت علمی در ایران پرداخت. تهرانیان در سال ۱۳۵۷ نیز طی یک فرصت مطالعاتی به دانشگاه آکسفورد رفت. وی در چهارم دی ماه سال ۱۳۹۱ در آمریکا درگذشت.

## آثار
- خاورمیانه: دولت‌ها و سیاست‌های آن (۱۹۷۲)
- سیاست‌های ارتباطاتی برای توسعه ملی (۱۹۷۷)
- ارتباطات جهانی و سیاست‌های دنیا (۱۹۹۹)
- تمدن جهانی (۲۰۰۲)
- گفتگوی تمدن‌ها (۲۰۰۲)
- آمریکا و جهان (۲۰۰۵)
- هویت و جهانی شدن (۲۰۰۶)
- بازتاب های تمدن جهانی، گفتگو با دايساكو ايكدا (2016)
- صدایی که شنیده نشد(به کوشش عباس عبدی،محسن گودرزی)

### مقالات
- تلویزیون و فرهنگ در تهران جلس، نشریه کلک، خرداد و تیر ۱۳۷۳ - شماره ۵۱ و ۵۲
- انقلاب بزرگ و رسانه‌های کوچک، نشریه کلک، اسفند ۱۳۷۳ - شماره ۶۰
- نظام رسانه‌ای مطلوب؛ تنوع ساخت، تنوع محتوا، مجله رسانه، زمستان ۱۳۷۹ - شماره ۴۴
- ارتباطات بین‌الملل: روزنامه نگاری صلح: بحث پیرامون اصول اخلاقی رسانه‌های جهان، مجله رسانه، زمستان ۱۳۸۰ - شماره ۴۸
- تلویزیون و فرهنگ ایرانی در لوس آنجلس، نشریه ایران نامه، تابستان ۱۳۷۳ - شماره ۴۷